# Hsp10
 (décembre 2012).
Si vous disposez d'ouvrages ou d'articles de référence ou si vous connaissez des sites web de qualité traitant du thème abordé ici, merci de compléter l'article en donnant les références utiles à sa vérifiabilité et en les liant à la section « Notes et références ».
La Hsp10 (Heath Shock Protein) est une Protéine de choc thermique qui a pour rôle (entre autres) de permettre la bonne conformation des protéines dans la matrice mitochondriale.